# AEGEE-Yerevan
AEGEE-Yerevan se refiere a la sede en Ereván (Armenia) del Foro de Estudiantes Europeos o AEGEE (en francés: Association des États Généraux des Étudiants de l'Europe) que es una de las organizaciones interdisciplinarias de estudiantes más grandes de Europa. Fue establecido en París en 1985 y ahora la sede es Bruselas (Bélgica). AEGEE tiene ramas en casi 240 ciudades de 42 países. La ideología de AEGEE es la creación de Europa unida y sin fronteras. Fomentando la cooperación y movimiento internacional AEGEE trata de evitar las presas nacionales, culturales y étnicas. Durante su historia de 25 años AEGEE ha logrado el estatus consultativo en el Consejo de Europa, ONU, UNESCO, y también es el miembro del Foro de los Jóvenes Europeos.

## AEGEE-Yerevan
Estando establecido en 2010 AEGEE-Yerevan ya tiene 60 miembros que tienen diferentes profesiones y posiciones. Los miembros participan en diversos programas internacionales y locales, además organizan diferentes proyectos europeas, internacionales y locales. El objetivo principal de AEGEE-Yerevan es activar la papel de Armenia entre juventud Europea, informar a los jóvenes de Armenia sobre programas educativas formales e informales , darles oportunidad de conocer diferentes culturas y observar el experiencia más efectivo de Europa y practicarlo en Armenia.

### Objetivo
Apoyar los ideales europeas, democracia, la protección de los derechos humanos, cooperación , movimiento internacional e integración europea.

## Estructura
AEGEE-Yerevan ha tenido diferentes grupos de trabajo que luego después de los cambios estructurales se convirtieron a Comisiones. Ahora se crearan grupos de trabajo durante la organización de eventos para regularlos. Los jefes de Comisiones son los miembros de Consejo Local, que están elegidos con el plazo de 1 año. Funcionan 4 Comisiones permanentes. La organización es gobernado por el Consejo Local. El Bordo local consiste de:
- Presidente
- Secretario
- Tesorero
- Jefes de Comisiones

PresidenteEl Presidente organiza las reuniones del Consejo Local y encabeza las reuniones. El(ella) regula el funcionamiento de la organización , controla el trabajo de todos los miembros del Consejo Local.
SecretarioEl Secretario administra la registración de los miembros, informe a miembros por correo electrónico sobre actividades de la organización y reuniones del Consejo Local, prepara actas de reuniones.
TesoreroEl Tesorero es responsable para las regulaciones financieras . El prepara reportes financieros y periódicamente informa al Consejo Local sobre su trabajo.

### Comisiones

#### Comisión de Relaciones Exrtanjeras
Jefe - Armine BudaghyanLa responsabilidad de la Comisión es proveer comunicación con las colegas internacionales , proporciona a los miembros noticias e información sobre diversos proyectos e eventos, que están organizado en todo el mundo. Los miembros de la Comisión establecen contactos con otras antenas de AEGEE y están responsables para todas las actividades internacionales de la organización , fomentan y fortalecen cooperación futura. Además la Comisión está involucrado en los proyectos de Youth in Action.

#### Comisión de Relaciones Públicas
Jefe - Vahagn KeshishyanLas responsabilidades de la Comisión son informar a los medios de masas sobre los eventos de AEGEE-Yerevan , actualización de sitio de web y de blog, distribución de la información sobre la organización en los sitios sociales , las negociaciones con los patrones potenciales , conocimiento del pueblo con las actividades de la organización por medio de diferentes acciones.

#### Comisión de Recursos Humanos
Jefe - Teresa TokmajyanEl objetivo principal de la Comisión es fortalecer y aumentar los recursos humanos de AEGEE-Yerevan. Proporciona el desarrollo personal de miembros por medio de seminarios y cursos, ayuda a nuevos miembros determinar su posición en la organización.

#### Comisión de Eventos Locales
Jefe - Ani KhachatryanLa Comisión es responsable para la elaboración de misiones, estrategias y objetivos de la organización. La Comisión de Eventos Locales da la oportunidad a los miembros y no miembros de AEGEE-Yerevan participar en los eventos interculturales , lecciones, conferencias. Además ayuda subcomisiones realizar sus actividades.

## Afiliación
El miembro de AEGEE-Yerevan puede hacerse cada joven 18-35 de edad independientemente de educación y profesión. AEGEE crea la oportunidad para sus miembros de obtener experiencia, de participar en diferentes eventos, aumentar su conocimiento. Para la afiliación tienen que llenar la forma en Internet, después la Comisión de Recursos Humanos informara sobre futuros acciones.